# Ernst (Mosel)
Ernst település Németországban, Rajna-vidék-Pfalz tartományban. Lakosainak száma 557 fő (2023. december 31.).

## Népesség
A település népességének változása:
| Lakosok száma | 648  | 547  | 549  | 544  | 561  | 557  |
|               | 1975 | 2017 | 2019 | 2021 | 2022 | 2023 |